# Noire et Blanche
Ne doit pas être confondu avec La Blanche et la Noire.
Noire et Blanche est un portrait photographique réalisé par Man Ray en 1926, représentant Kiki de Montparnasse tenant près d'elle un masque d'art africain traditionnel.

## Description
La photographie représente Kiki de Montparnasse dans son studio parisien, les yeux fermés et le visage couché sur une table, dont la main gauche tient à côté d'elle un masque d'inspiration baoulée, debout sur la table.

## Histoire
La photographie a été publiée pour la première fois le 1er mai 1926 dans la version parisienne du magazine Vogue sous le titre Visage de nacre et Masque d'ébène, puis en 1928 sous son titre actuel dans Variétés et dans Art et Décoration.
Deux ans auparavant, en juillet 1924, Man Ray avait déjà publié une photo similaire en couverture du numéro 18 de 391, la revue dada de Francis Picabia. Celle-ci, intitulée Black and White, représentait deux statuettes, l'une africaine, l'autre classique. Noire et Blanche semble en être l'évolution,.

## Postérité
- Au début des années 1930, avec Ady au masque, Roger Parry a photographié Adrienne Fidelin dans ce qui semble être un renversement de Noire et Blanche[6].
- En 1989, Rotimi Fani-Kayode a réinterprété Noire et Blanche dans sa photographie Dan Mask[7].
- En 2000, Emma Amos s'est inspirée de Noire et Blanche pour sa peinture Yo Man Ray Yo[8], qui apparaît en 2002 en couverture de Southern History Across the Color Line de Nell Irvin Painter[9],[10].
- En 2013, Noire et Blanche est représenté sur un des douze timbres postaux de la série Modern Art in America, 1913-1931 émis par le United States Postal Service[11].